# Daniela Gyorfi
Daniela Gyorfi (als Daniela Györfi; * 12. Oktober 1968 in Bukarest) ist eine rumänische Popsängerin.

## Leben und Karriere
Gyorfi besuchte das Lizeum George Enescu und die Școala Populară de Artă. 1991 debütierte sie beim Mamaia-Musikfestival, wo sie den zweiten Preis gewann. Danach trat sie sowohl im In- als auch im Ausland auf. Ihren größten Erfolg hatte ihr Song De ce ma minți, den sie mit Liviu Guță aufnahm. Im Laufe ihrer Karriere hat sie mehrere Alben veröffentlicht, darunter zahlreiche Hits. Gyorfi moderierte die Sendung „Manele de Top“ auf OTV. Sie ist mit George Tal liiert, mit dem sie eine Tochter hat.